# لوئی ورنه (کماندار)
لوئی ورنه (فرانسوی: Louis Vernet‎; ۵ مهٔ ۱۸۷۰ – ۱۹ مارس ۱۹۴۶) کماندار اهل فرانسه بود.